# Троицкая церковь (Иркутск)
Тро́ицкая це́рковь (также Це́рковь Свято́й Тро́ицы, Свя́то-Тро́ицкая це́рковь) — православный храм в Иркутске, расположенный в историческом центре города, на улице 5-й Армии. Один из старейших православных храмов Иркутска.
Точная дата начала строительства каменной церкви не установлена. Вероятно, она была заложена в период с 1754 по 1759 годы. 5 мая 1763 года был освящён правый придел, 26 июля 1775 года — левый придел. 22 сентября 1778 года церковь была освящена.
В 1802 году во дворе Троицкой церкви по проекту архитектора Антона Лосева была заложена церковь Святого Григория Неокесарийского.
В 1949 году в здании Троицкой церкви был устроен планетарий.
Наряду с Крестовоздвиженской церковью Троицкая церковь является ярким образцом сибирского барокко в Иркутске.